# Terras de Bouro
Pour les articles homonymes, voir Terras et Bouro.
Terras de Bouro est une municipalité (en portugais : concelho ou município) du Portugal, située dans le district de Braga et la région Nord.
La commune est dans une région très touristique qui se situe au sein du Parc national de Peneda-Gerês un des plus grands parcs naturels du Portugal.
Le Parc a pour mission de protéger cet environnement riche en sites archéologiques, mais également riche par la variété de la flore et de la faune.
Cette région de montagne aux paysages admirables offre des possibilités de grandes randonnées (pédestre, cycliste ou équestre) ainsi que des activités nautiques sur le Rio Caldo comme le ski nautique, la motomarine, la plongée sous-marine.

## Géographie
Terras de Bouro est limitrophe :
- au nord, de Ponte da Barca et de l'Espagne,

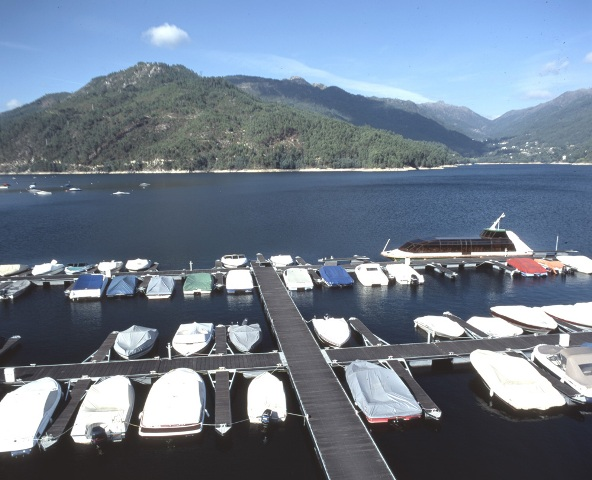
Marina du Rio Caldo

- à l'est, de Montalegre,
- au sud, de Vieira do Minho,
- au sud-ouest, d'Amares,
- à l'ouest, de Vila Verde.

## Démographie
| 1801  | 1849  | 1900  | 1930   | 1960   | 1981   | 1991  | 2001  | 2004  |
| ----- | ----- | ----- | ------ | ------ | ------ | ----- | ----- | ----- |
| 4 091 | 5 615 | 8 436 | 10 206 | 11 762 | 10 131 | 9 406 | 8 350 | 7 955 |

| 2011  | - | - | - | - | - | - | - | - |
| ----- | - | - | - | - | - | - | - | - |
| 7 253 | - | - | - | - | - | - | - | - |

## Subdivisions
La municipalité de Terras de Bouro groupe 17 paroisses (freguesia, en portugais) :
- Balança
- Brufe
- Campo do Gerês
- Carvalheira
- Chamoim
- Chorense
- Cibões
- Covide
- Gondoriz
- Moimenta (Terras de Bouro)
- Monte
- Ribeira
- Rio Caldo
- Souto
- Valdosende
- Vilar
- Vilar da Veiga

## Jumelage
La commune de Terras de Bouro est jumelée aux villes françaises de Saint-Arnoult-en-Yvelines depuis 2004 et Le Beausset depuis 2014.